# Janine Jansen
Janine Jansen (Soest, 7 de enero de 1978) es una violinista neerlandesa.

## Biografía
Comenzó a estudiar violín a los seis años. Estudió con Coosje Wijzenbeek, Philippe Hirsschorn, y Boris Belkin. Su padre y su hermano también son músicos. Jansen surgió, en 2001, como solista con la National Youth Orchestra de Escocia, donde ejecutó el concierto para violín de Brahms. Realizó la apertura de la BBC Proms, en el año 2005. Es muy aventurera en su ejecución, con énfasis en la comunicación, más que en la precisión o la adhesión al statu quo. 
Su grabación de Las cuatro estaciones de Vivaldi es un buen ejemplo de su estilo. Evitó la tradición de grabar con una orquesta, al hacerlo con solo cinco instrumentos de cuerda, incluyendo a su hermano como chelista, y a su padre para el bajo continuo. 
Tiene un contrato exclusivo de grabación con Decca Records. Utiliza frecuentemente el Stradivarius Barrere de 1727, en préstamo de la Stradivari Society of Chicago.

## Vida personal
Jansen fue novia del también virtuoso violinista, violista y director de orquesta de origen lituano Julian Rachlin, con quien interpretó abundante repertorio de música de cámara.
Es pareja desde 2012 del violonchelista y director de orquesta de nacionalidad sueca Daniel Blendulf.

## Grabaciones
En 2002 grabó su primer álbum como solista, titulado "Janine Jansen", junto a la Royal Philharmonic Orchestra y Barry Wordsworth.
En 2004 estrenó su grabación de Las cuatro estaciones de Vivaldi, con la participación de Candida Thompson, Henk Rubingh, Jan Jansen, Julian Rachlin, Liz Kenny, Maarten Jansen y Stacey Watton.
En 2006 salió a la venta su tercer álbum, en el que incluyó el Concierto para violín de Felix Mendelssohn y el Concierto para violín n.º 1 de Max Bruch, con Riccardo Chailly como director y la Orquesta de la Gewandhaus de Leipzig.
En 2007, junto a Maxim Rysanov y Torleif Thendeén, grabó "Bach: Inventions & Partita".
En 2008, grabó en vivo para la iTunes Store la "Sonata para Trío en Sol Mayor" de Bach y la "Sonata para violín y Clavicémbalo N.º 6 en Sol Mayor". También este año grabó el Concierto para Violín de Chaikovski y "Souvenir d'un lieu cher".
En 2009 estrenó su grabación de los conciertos para violín de Beethoven y Britten. El concierto de Beethoven junto a la Die Deutsche Kammerphilharmonie Bremen y el de Britten con la Orquesta Sinfónica de Londres. Ambas dirigidas por Paavo Järvi. Jansen dijo que la grabación de estos conciertos fue siempre un deseo suyo a largo plazo, ya que considera estas dos obras como unos de los más grandes conciertos en el repertorio actual.
En 2010 grabó "Beau Soir", un álbum de música francesa basado en las obras de Debussy, Richard Dubugnon y Lili Boulanger, con el pianista Itamar Golan.